# Marian Croak
Marian Rogers Croak est vice-présidente de l'ingénierie chez Google. Elle est auparavant vice-présidente principale de la recherche et du développement chez AT&T. Elle détient plus de 200 brevets. Elle a est intronisée au Women in Technology International Hall of Fame en 2013. En 2022, Marian Croak est intronisée au National Inventors Hall of Fame pour son brevet concernant la technologie VoIP (Voice over Internet Protocol). Elle est l'une des deux premières femmes noires à recevoir cet honneur, avec Patricia Bath. Son invention permet aux utilisateurs de passer des appels via Internet au lieu d'une ligne téléphonique. Aujourd'hui, l'utilisation généralisée de la technologie VoIP est vitale pour le travail à distance et les conférences.

## Formation et début de carrière
Marian Croak est née le 14 mai 1955 à New York,. Son père lui construit un ensemble de chimie à domicile, ce qui l'inspire à poursuivre une carrière dans les STIM. Elle obtient un baccalauréat de l'Université de Princeton en 1977 et un doctorat. Spécialisée en analyse quantitative et psychologie en 1982 à l'Université de Californie du Sud. Après l'université, elle rejoint AT&T Bell Laboratories en 1982, où elle occupé divers postes pendant plus de 3 décennies.

## Carrière
Elle débute dans la division étude des facteurs humains de Bell, dans le but précis d'étudier comment la technologie est utilisée pour avoir un impact positif sur la vie des humains. Marian Croak commence à travailler sur des applications de messagerie numérique, et étudie si diverses applications de messagerie peuvent communiquer entre elles. Ce type de recherche est novateur, car la première forme d'Internet ne se concrétiserait pleinement que l'année suivante en 1983. Les Bell Labs imaginent déjà envoyer des données vocales, textuelles et vidéo par voie numérique plutôt que d'utiliser une ligne téléphonique standard. Et le mécanisme privilégié pour cela est le protocole ATM (Asynchronous Transfer Mode), mais Marian Croak, avec le reste de son équipe, convainc AT&T d'utiliser TCP/IP à la place. TCP/IP a permis une manière standardisée de regrouper et de communiquer les informations.
Chez AT&T, Marian Croak et son équipe réfléchissent au potentiel des télécommunications numériques. Elle travaille sur l'avancement des technologies Voice over Internet Protocol (VoIP), convertissant les données vocales en signaux numériques qui peuvent être facilement transmis sur Internet plutôt que d'utiliser les lignes téléphoniques traditionnelles. Son travail fait progresser les capacités de l'audioconférence et de la vidéoconférence.
Pendant son séjour chez AT&T, elle brevette la technologie qui permettait aux utilisateurs de téléphones portables de donner de l'argent à des organisations utilisant la messagerie texte. Elle développe cette technologie au lendemain de l'ouragan Katrina, et elle révolutionne la façon dont les gens font des dons à des organisations caritatives lorsqu'une catastrophe naturelle se produit. En 2003, elle reçoit le prix du brevet Thomas Edison 2013 pour cette technologie. Elle met également un système de vote, American Idol, reposant sur des messages texte plutôt que sur des appels vocaux. La technologie qu'elle créée avec le co-inventeur Hossein Eslambolchi n'est finalisée qu'en octobre 2005, quelques mois après l'ouragan Katrina. Mais grâce à cette technologie après le tremblement de terre de 2010 en Haïti, plus de 43 millions de dollars de dons sont collectés par des organisations humanitaires grâce à des dons par SMS.
Avant de quitter AT&T, elle occupe le poste de vice-présidente principale de l'infrastructure des applications et des services. Chez AT&T, elle dirige plus de 2 000 ingénieurs et informaticiens responsables de plus de 500 programmes ayant un impact sur les services filaires et de mobilité d'entreprise et grand public d'AT&T. Ses responsabilités allaient de la réalisation des produits et de la planification des services au développement et aux tests.
Marian Croak rejoint Google en 2014, en tant que vice-président du groupe d'ingénierie. Chez Google, elle est chargée d'étendre ce qu'Internet est capable de faire dans le monde et d'accroître l'accès à Internet dans les pays en développement. Elle créé un nouveau centre d'expertise sur l'IA responsable au sein de Google Research. Marian Croak travaille également sur les efforts de justice raciale chez Google et poursuit son objectif d'encourager les femmes et les jeunes filles dans l'ingénierie.
Marian Croak est intronisée au National Inventors Hall of Fame, à la Académie nationale d'ingénierie des États-Unis et à l'American Academy of Arts and Sciences en 2022.

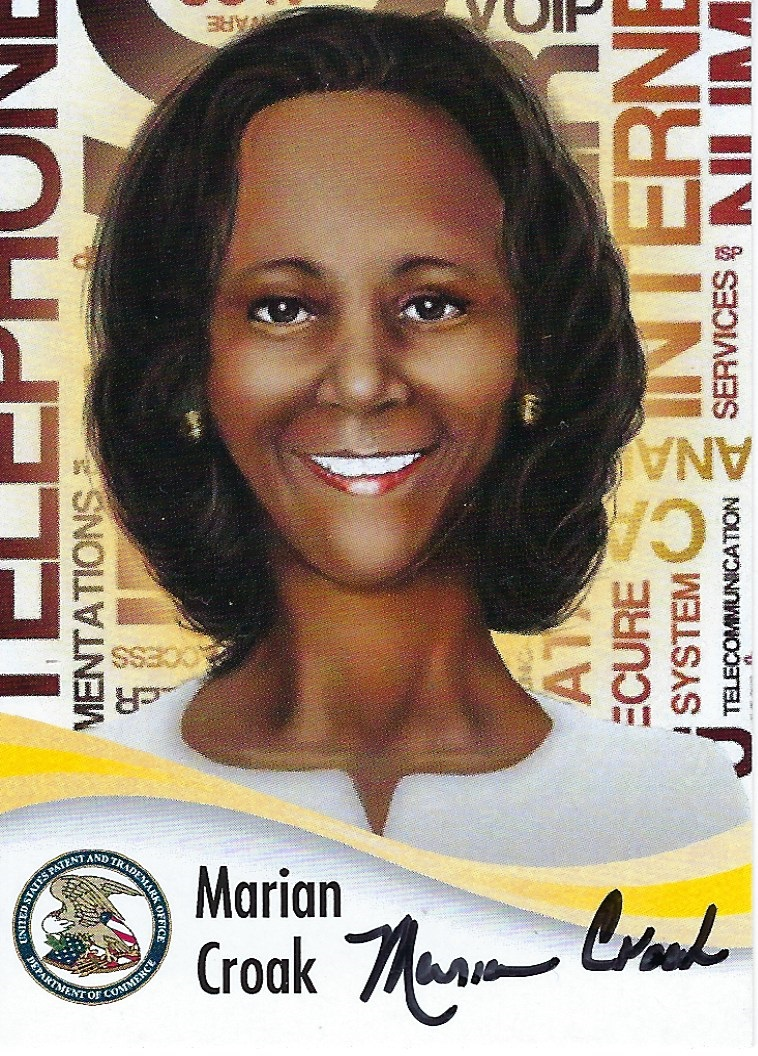
de United States Patent and Trademark Office

## Brevets

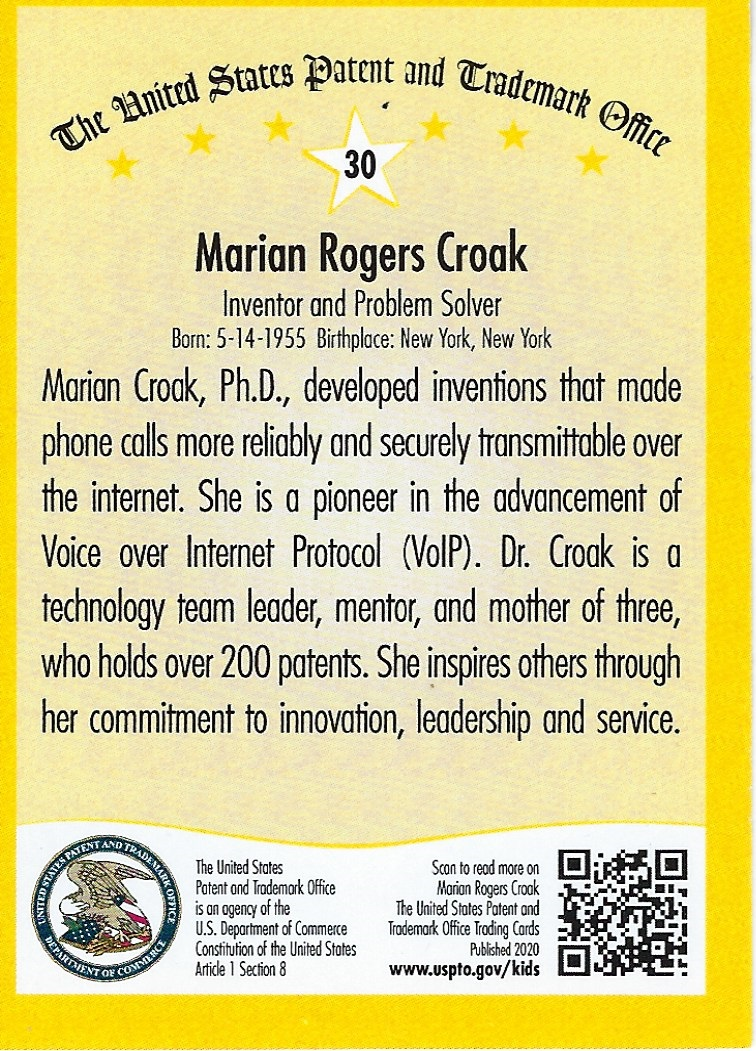
Carte collector

Marian Croak obtient plus de 200 brevets, dont près de la moitié concernent la VoIP. Nombre de ses inventions jettent les bases des réseaux numériques que nous connaissons et utilisons aujourd'hui. Elle est intronisée au National Inventors Hall of Fame en 2022 pour son brevet VoIP Technology US Patent No. 7,599,359 Method and device for monitoring end-to-end performance in a network. 
Elle reçoit un brevet en 2005 pour les dons à base de texte à des œuvres caritatives, avec le co-inventeur Hossein Eslambolchi, brevet américain 7 715 368 méthode et appareil pour débiter dynamiquement un don. Cette technologie permet à un réseau d'identifier un organisme de bienfaisance particulier, de fournir le financement désigné à l'organisme de bienfaisance, puis de demander au fournisseur de services réseau de facturer le donateur d'origine sur sa facture mensuelle.

## Vie privée
Marian Croak remporte les Edison Patent Awards en 2013 et 2014. Elle est actuellement membre du conseil consultatif d'entreprise de la Viterbi School of Engineering de son alma mater, l'Université de Californie du Sud. MarianCroak[Quoi ?] est également une ancienne membre du conseil d'administration d'organisations telles que l'Alliance for Telecommunications Industry Solutions ; Catalyseur ; le Musée de l'Holocauste et des Droits de l'Homme (New Jersey) ; et le Conseil national d'action pour les minorités en ingénierie. Elle a trois enfants adultes.